# 1970年巴基斯坦大選
1970年巴基斯坦大選於同年12月7日舉行大選。 這是巴基斯坦獨立以來的第一次大選，也是孟加拉獨立前唯一一次舉行的大選。投票在300個一般選區進行，其中162個在東巴基斯坦，138個在西巴基斯坦。 另有13個席位留給婦女（其中7個在東巴基斯坦，6個在西巴基斯坦），由國民議會成員選舉產生。
選舉結果是人民聯盟的勝利，贏得了絕對多數的席位，收穫了東巴基斯坦162個一般席位中的160個和所有7個女性預留席位。巴基斯坦人民黨僅贏得了81個普通席位和5個女性席位，全部位於西巴基斯坦。在十天后舉行的省級選舉中，人民聯盟再次在東巴基斯坦贏得決定性多數，而人民黨則在旁遮普省和信德省獲得勝利，馬克思主義的政黨民族人民黨（National Awami Party）則在西北邊境省和俾路支省取得勝利。
然而，國民議會並沒有如期召開會議，這是因為葉海亞·汗總統和人民黨主席佐勒菲卡爾·阿里·布託不希望聯邦政府中有一個來自東巴基斯坦的政黨。相反，葉海亞任命努魯爾·阿明為總理，要求他為人民黨和人民聯盟達成妥協。但是，由於就職典禮的延遲，東巴基斯坦地區爆發了嚴重的動盪，最後在巴基斯坦軍方發動探照燈行動後，局勢急速惡化及升級為內戰，導致孟加拉國獨立戰爭及1971年印巴戰爭。由於戰爭的失利，葉海亞最後於1971年12月20日被逼下台，權力移交至布託手中。國民議會最終在1972年成功組成，但這時東巴基斯坦地已獨立成孟加拉國。1973 年，巴基斯坦頒布新憲法，布托成為了總理。

## 背景
1956年3月23日，巴基斯坦頒布憲法，正式從自治領轉變為共和國政體。儘管第一次大選定於1959年初舉行，但因嚴重的政治不穩最終取消了，首任總統伊斯坎德爾·米爾扎實施戒嚴並將權力移交給軍隊。1960年2月17日，阿尤布·汗總統成立委員會，負責研究該國的政治框架。該委員會於1961年4月29日提交了報告，並在此報告的基礎上制定了新憲法。新憲法取消了1956年憲法下的議會體制，轉成總統制。在新制度下，總統選舉於1965年1月2日舉行，結果是阿尤布汗獲勝。但隨住時間過去，反對總統阿尤布汗的政治反對聲越來越高。在東巴基斯坦，人民聯盟領導人謝赫·穆吉布·拉赫曼是反對總統的主要領導人之一。1966年，他發起了以爭取東巴基斯坦更大自治權為目標的六點運動。
1968年，拉赫曼被阿尤布·汗政府指控他與印度密謀破壞巴基斯坦的穩定及煽動叛亂。 雖然穆吉布和印度之間關於東巴基斯坦分裂的陰謀並沒有得到證實，但穆吉布和人民聯盟在1962年和1965年戰爭之後的確與印度政府官員舉行了秘密會議。此案引發了東巴基斯坦地區的起抗議，其中包括一系列大規模示威及零星衝突。在西巴基斯坦，曾在阿尤布汗總統手下擔任外交部長的佐勒菲卡爾·阿里·布託於1967年辭去職務，並於同年成立了巴基斯坦人民黨（PPP），同樣反對阿尤布·汗總統的統治。
1969年3月26日，阿尤布汗屈服於政治壓力，將權力移交給巴基斯坦陸軍總司令葉海亞·汗將軍。葉海亞汗接任總統後實行戒嚴，廢除1962年憲法。1970年3月31日，葉海亞·汗總統宣布了一項法律框架令（LFO），要求直接選舉一院制的立法機構。這時許多西巴基斯坦人在擔心東翼會要求全國省級程度的自治。法律框架令的目的是確保未來的憲法將在選舉後編寫，以保護巴基斯坦的領土完整及伊斯蘭意識形態。
葉海亞將西巴基斯坦省分成四個省：旁遮普省、信德省、俾路支省和西北邊境省。由於代表制是按人口比例來制定的，而東巴基斯坦的人口比西巴基斯坦四省的人口加起來還多，所以前者在國民議會中佔有一半以上的席位。葉海亞輕視有關拉赫曼及印度干涉的報導，他並不相信人民聯盟真的會橫掃東巴基斯坦的議席。
選舉前一個月，颶風波拉襲擊了東巴基斯坦。 這是世界歷史上最致命的熱帶氣旋，造成約五十萬人死亡， 巴基斯坦中央政府的遲緩反應受到孟加拉地區的嚴厲批評。

## 選舉結果
登記選民總數為56,941,500人，其中31,211,220人來自東巴基斯坦，25,730,280人來自西巴基斯坦，投票率接近63%。
| 政党                                          | 政党                              | 票数       | %      |
| --------------------------------------------- | --------------------------------- | ---------- | ------ |
|                                               | 孟加拉人民聯盟                    | 12,937,162 | 39.20  |
|                                               | 巴基斯坦人民黨                    | 6,148,923  | 18.63  |
|                                               | Jamaat-e-Islami                   | 1,989,461  | 6.03   |
|                                               | 穆斯林理事會聯盟                  | 1,965,689  | 5.96   |
|                                               | 巴基斯坦穆斯林聯盟（凱尤姆·汗派） | 1,473,749  | 4.47   |
|                                               | 伊斯蘭神學者協會                  | 1,315,071  | 3.98   |
|                                               | 巴基斯坦伊斯蘭神學者協會          | 1,299,858  | 3.94   |
|                                               | 穆斯林大會聯盟                    | 1,102,815  | 3.34   |
|                                               | 民族人民黨                        | 801,355    | 2.43   |
|                                               | 巴基斯坦民主黨                    | 737,958    | 2.24   |
|                                               | Jamiat Ulema-e-Islam (Thanvi)     | 521,764    | 1.58   |
|                                               | 其他政黨                          | 387,919    | 1.18   |
|                                               | 獨立人士                          | 2,322,341  | 7.04   |
| 总共                                          | 总共                              | 33,004,065 | 100.00 |
|                                               |                                   |            |        |
| 已登记选民／投票率                            | 已登记选民／投票率                | 56,941,500 | –      |
| 资料来源：Nohlen et al., Bangladesh Documents |                                   |            |        |

## 餘波
由於巴基斯坦人民黨不希望人民聯盟組成政府，葉海亞·汗總統遲遲沒有召開國會。這在東巴基斯坦引起巨大動盪，最終升級為內戰，導致孟加拉國獨立戰爭及1971年印巴戰爭。在孟加拉獨立的四天後，葉海亞辭職，布託於1973年成為巴基斯坦總理。

## 另見
- 探照燈行動
- 孟加拉語言運動
- 1971年印巴戰爭
- 孟加拉國解放戰爭
- 1971年孟加拉國種族滅絕